# Fred Hill (cầu thủ bóng đá)
Frederick Hill, hay Fred Hill hay Freddie Hill, (sinh ngày 17 tháng 1 năm 1940) là một cựu cầu thủ bóng đá người Anh thi đấu ở vị trí inside forward.

## Sự nghiệp
Sinh ra ở Sheffield, Hill bắt đầu sự nghiệp với đội trẻ của Bolton Wanderers, lên thi đấu chuyên nghiệp năm 1957. Ông sau đó thi đấu cho Halifax Town, Manchester City và Peterborough United, có hơn 500 lần ra sân ở Football League. Sau đó ông thi đấu Ireland cho Cork Hibernians, trước khi kết thúc sự nghiệp tại Thụy Điển. Hill được đề cử vào Đại sảnh Danh vọng của Peterborough United F.C. vào tháng 2 năm 2010.
Hill cũng có 2 lần khoác áo cho đội tuyển quốc gia Anh năm 1962.